# 雅布赖镇
雅布赖镇是中华人民共和国内蒙古自治区阿拉善盟阿拉善右旗下辖的一个乡镇级行政单位。

## 行政区划
雅布赖镇下辖以下地区：
巴音诺日社区、金凤社区、兴雅社区、巴丹吉林嘎查、努日盖嘎查、伊和呼都格嘎查、巴音笋布日嘎查和新呼都格嘎查。